# Futebol de Salão
Futebol de Salão ist die erste offizielle Futsal-Liga in Brasilien/São Paulo.
Gegründet wurde sie 1952.
Später entstanden aus der wachsenden Liga weitere, übergeordnete Gremien wie die International Confederation of Futebol de Salão (ICFDS). Dieser Futsal-Weltverband wurde 1989 von der FIFA geschluckt. Seither läuft Futsal offiziell als FIFA-Hallenfußball.